# ليمور أبيض الرأس
ليمور أبيض الرأس أو ليمور بني ذو الرأس الأبيض (الاسم العلمي: Eulemur albifrons)، نوع من الرئيسيات يتبع جنس الليمور الحقيقي وفصيلة الليموريات. يوجد فقط في شمال شرق مدغشقر. موائله الأشجار وعادًة ما يوجد في قمم شجر الغابات المطيرة. كان سابقًا يُصنف على أنه نويع من الليمور البني (Eulemur fulvus).